# Zee Cine Award/Lux Face of the Year
Der Zee Cine Award Lux Face of the Year war eine Kategorie des indischen Filmpreises Zee Cine Award.
Der Zee Cine Award Lux Face of the Year wurde nur von 1998 bis 2001 verliehen und widmete sich den neuen Gesichtern der Bollywoodfilmindustrie.
Liste der Gewinner:
| Jahr | Schauspielerin  | Film                            |
| ---- | --------------- | ------------------------------- |
| 1998 | Mahima Chaudhry | Pardes                          |
| 1999 | Rani Mukerji    | Kuch Kuch Hota Hai und Ghulam   |
| 2000 | Aishwarya Rai   | Hum Dil De Chuke Sanam und Taal |
| 2001 | Kareena Kapoor  | Refugee                         |